# محمية وادي السرين
محمية وادي السرين هي محمية تقع في جبال الحجر الشرقي جنوب مسقط بنحو 45 كلم، وتحوي عدد من الحيوانات البرية كالطهر العربي والغزلان، تأسست عام 1974م تتكون غالبيتها من جبال شاهقة تضم أجزاء كبيرة من الجبل الأبيض والجبل الأسود.  تضم المحمية واحدة من أكبر مجموعات الوعل العربي بالسلطنة، وهي المحمية الوحيدة لهذا النوع في العالم.

## الموقع
تقع في جبال الحجر الشرقي، وتبعد عن مسقط 45 كيلومترًا بالاتجاه الجنوبي الغربي وإلى الشرق تمتد المحمية إلى وادي ضيقة وإلى الجنوب إلى وادي الطائيين.

## التأسيس
تأسست المحمية عام 1974م تحت إدارة مكتب حفظ البيئة بديوان البلاط السلطاني. وفي عام 1976م صدر قرار ديواني يقضي بتأمين الحماية للوعل العربي في سائر نطاق عيشه. وقد تم تعيين مراقبين للوعل من أبناء المناطق والقرى الجبلية. ويتحرك المراقبون في دوريات لمدة يومين أو ثلاثة أيام مع اتصالهم الدائم بمركز المشروع لتسجيل مشاهدات الوعل والحيوانات البرية الأخرى، والإبلاغ عن حوادث الصيد والاعتداءات على الحيوانات البرية. وقد لوحظ أن أعداد الوعل تزايدت نتيجة إجراءات الحماية ووقف الصيد. 
في عام 2000م أجرى أحد طلاب جامعة السلطان قابوس تحليلا لمشاهدات الوعل التي سجلتها دوريات المراقبين خلال العشرين سنة الماضية في منطقة وادي السرين، وتم على إثرها تحديد النمط الاجتماعي للوعل وحجم القطيع الذي يضم ما بين 4 و11 فردا وتكوينه من حيث عدد الذكور والإناث والصغار. 

## التنوع الأحيائي بالمحمية

### الحيوانات
أبرز الثدييات الموجودة في المحمية هي الوعل العربي المعروف بالطهر والغزال العربي والذئب العربي وثعلب بلانفورد والثعلب الأحمر والقنفذ.

### النباتات
يقدر عدد أنواع النباتات في المحمية بـ400 نوع منها 10 أنواع مستوطنة وأربعة مهددة بالانقراض وتوجد ضمن القائمة الحمراء للنباتات العمانية. كما تم تسجيل النباتات ذات الأهمية الخاصة في الجبل الأسود والجبل الأبيض وهي نبات الديونسيا ميرا (بالإنجليزية: Dionysia mira) ونبات الروس اوتشيري (بالإنجليزية: Rhus aucheri) ونبات الآفيونا هورايد (بالإنجليزية: Iphiona horride) ونبات اللافانولودلا سوبنودا (بالإنجليزية: Lavandula subnuda) ونبات سيراتونيا أوريوثوما (بالإنجليزية: Ceratonia oreothauma) وهي مستوطنة إقليميًا في جبال الحجر الشرقي فقط.

## المجتمعات المحلية
تربط المحمية علاقة وطيدة مع المجتمع المحلي، وتتم الاستفادة من خبرات الأهالي ونظمهم التقليدية في مجال الصون. وفي عام 1979م تم إنشاء محمية جديدة في وادي قيد باتفاق مع الأهالي (الحمى هي نظام حماية تقليدي لمناطق الرعي حيث يتفق الأهالي على عدم الرعي فيها في أوقات معينة من السنة لإتاحة الفرصة للنباتات للنمو). ولا يزال التشاور المباشر بين موظفي المحمية والمجتمعات المحلية مستمرًا حتى اليوم.

## السياحة في المحمية
تستقبل المحمية مختلف الفئات من الزوار، وتنظم الجمعية التاريخية العمانية وجمعية البيئة العمانية زيارات سنوية إلى المحمية. كما توجد المحمية على مسيرة أقل من 30 دقيقة بالسيارة من المنتجعات السياحية الجديدة في بر الجصة ويتي.